# Spirastrella mollis
Spirastrella mollis är en svampdjursart som beskrevs av Addison Emery Verrill 1907. Spirastrella mollis ingår i släktet Spirastrella och familjen Spirastrellidae.
Artens utbredningsområde är havet utanför Bermuda. Inga underarter finns listade i Catalogue of Life.